# Jean Carlos Blanco
Jean Carlos Blanco Becerra (Villa del Rosario, 6 aprile 1992) è un calciatore colombiano, attaccante dell'Atlético Bucaramanga.